# あしや人形感謝祭
あしや人形感謝祭（あしやにんぎょうかんしゃさい）は、福岡県遠賀郡芦屋町の岡湊（おかのみなと）神社で行われる祭事である。例年4月29日に行なわれる。

## 概要
かつて、この地を治めていた村長（むらおさ）の娘のお告げで海中から人形を引き上げて神社に奉納したところ、疫病が去ったと言う故事に由来し、以来人形に災厄の身代わりになってもらい、感謝するようになった。2006年（平成18年）には、当時放映されていたアニメローゼンメイデンとのタイアップ企画が行われ、多くのファンが訪れた（詳細はローゼンメイデン#イベントを参照）。
2013年（平成25年）4月には、PEACH-PITによるオリジナルキャラクターの寄贈が芦屋町観光協会特設サイトにて報告されている。